# Gasterocome discolor
Gasterocome discolor är en fjärilsart som beskrevs av Swinhoe 1909. Gasterocome discolor ingår i släktet Gasterocome och familjen mätare. Inga underarter finns listade i Catalogue of Life.